# Lenore Cowen
Pour les articles homonymes, voir Cowen.
Lenore Jennifer Cowen est une mathématicienne et informaticienne américaine connue pour ses travaux sur la coloration de graphe, le routage réseau et la biologie numérique. Elle est professeure d'informatique et (par courtoisie) de mathématiques à l'université Tufts.

## Enfance et éducation
Cowen est la fille de Robert Cowen, professeur de mathématiques au Queens College, City University of New York, et d'Ilsa Cowen, professeur d'anglais au lycée. Elle est violoniste classique depuis l'âge de cinq ans et, en tant qu'élève du lycée Benjamin N. Cardozo (en) à Bayside, Queens, elle a édité le magazine de poésie de l'école. Cependant, malgré ces autres intérêts, elle décide de viser une carrière en mathématiques après avoir suivi un programme d'été de mathématiques pour élèves du secondaire, le Hampshire College Summer Studies in Mathematics (en).
Elle a commencé ses études à l'université Yale à l'âge de 16 ans et a obtenu en 1987 un bachelor en mathématiques, remportant également le prix deForest de l'université en tant que meilleur diplômé en mathématiques cette année-là. Elle est allée au Massachusetts Institute of Technology pour des études supérieures en mathématiques appliquées, terminant son doctorat. en 1993 avec une thèse sur les représentations locales des graphes et des réseaux (On Local Representations of Graphs and Networks) sous la direction de Daniel Kleitman .

## Carrière
Après des recherches postdoctorales à l'université Rutgers et à l'Institute for Mathematics and Its Applications (en) de l'université du Minnesota, Cowen a rejoint la faculté de l'université Johns-Hopkins en 1994 en tant que professeure adjoint de sciences mathématiques. Elle a déménagé au département d'informatique de l'université Tufts en 2000, a ajouté une nomination conjointe en mathématiques en 2004 et a été promue professeure titulaire à Tufts en 2009.
En 2020, elle est devenue la chercheuse principale du nouveau Tufts Center for Transdisciplinary Research in Principles Of Data Science (T-TRIPODS).

## Reconnaissance
En 2020, le comité d'éducation de la Computing Research Association (en) a décerné à Cowen son prix de mentorat de la faculté de recherche de premier cycle CRA-E, pour son travail avec des étudiants de premier cycle à Tufts sur les méthodes interdisciplinaires en biologie computationnelle et en science des données.